# Guy Tilden

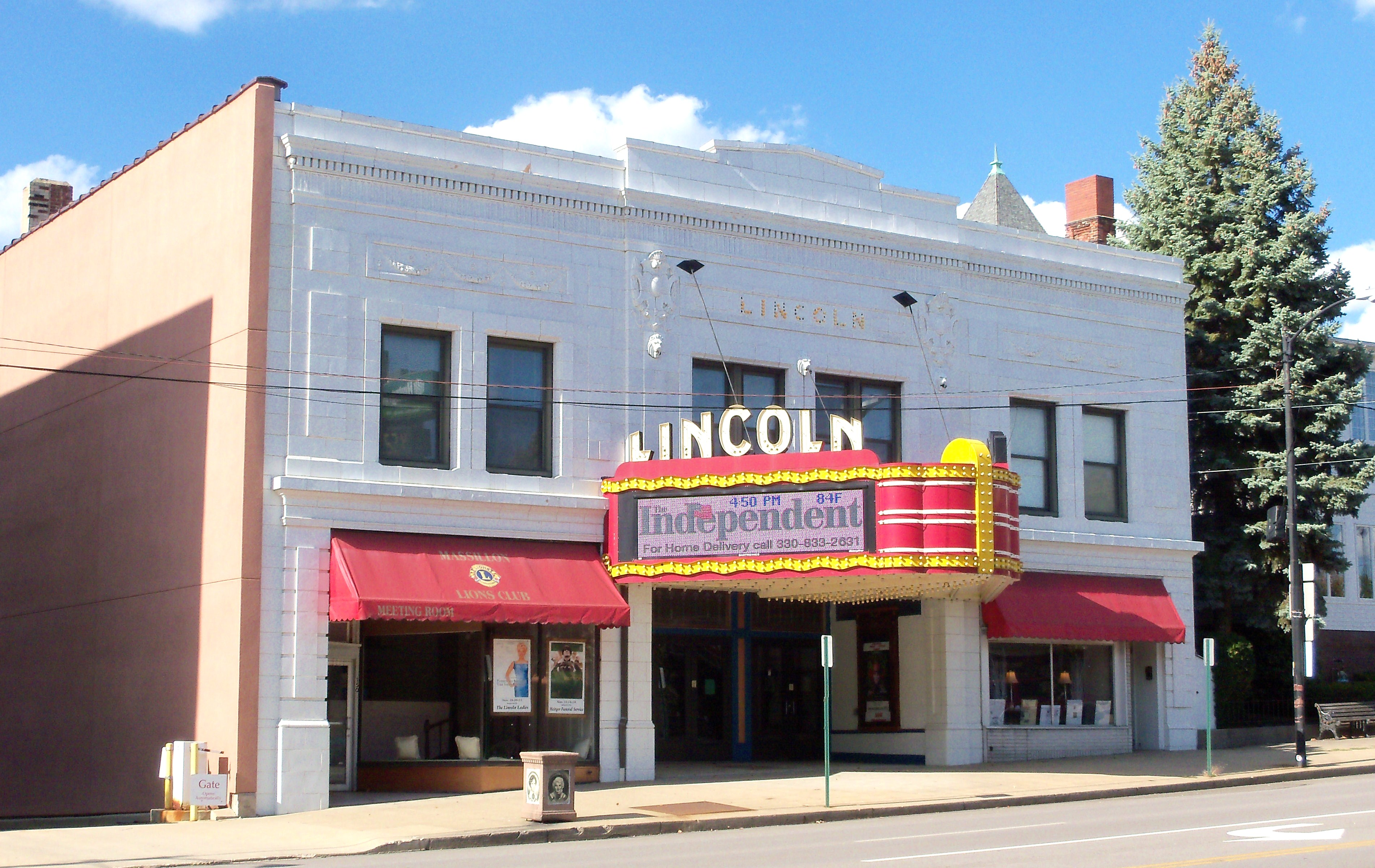
Lions Lincoln Theater, Massillon, Ohio

Guy Tilden (* 11. Mai 1858 in Youngstown, Ohio; † 6. August 1929 in Canton, Ohio) war ein amerikanischer Architekt am Ende des 19. Jahrhunderts und zu Beginn des 20. Jahrhunderts. Mehrere seiner Bauten sind im National Register of Historic Places eingetragen.
Guy Tilden wurde am 11. Mai 1858 in Youngstown, Ohio geboren. Er heiratete am 21. November 1880 Belle La Grande Sanford und zog mit ihr um nach Alliance, Ohio und schließlich 1883 nach Canton Er und seine Frau hatten vier Kinder. Über die nächsten Jahrzehnte, bis in die Mitte der 1920er Jahre war er Cantons bekanntester Architekt. Im Jahr 1889 wurde er ein Fellow of the American Institute of Architects. Guy Tilden starb am 6. August 1929 und wurde auf dem West Lawn Cemetery beerdigt.

## Auswahl von Bauwerken

### National Register of Historic Places
Tilden entwarf zahlreiche Bauten in Canton, die teilweise in einer Studie untersucht und nachfolgend zur Eintragung in das National Register of Historic Places vorgeschlagen wurden.

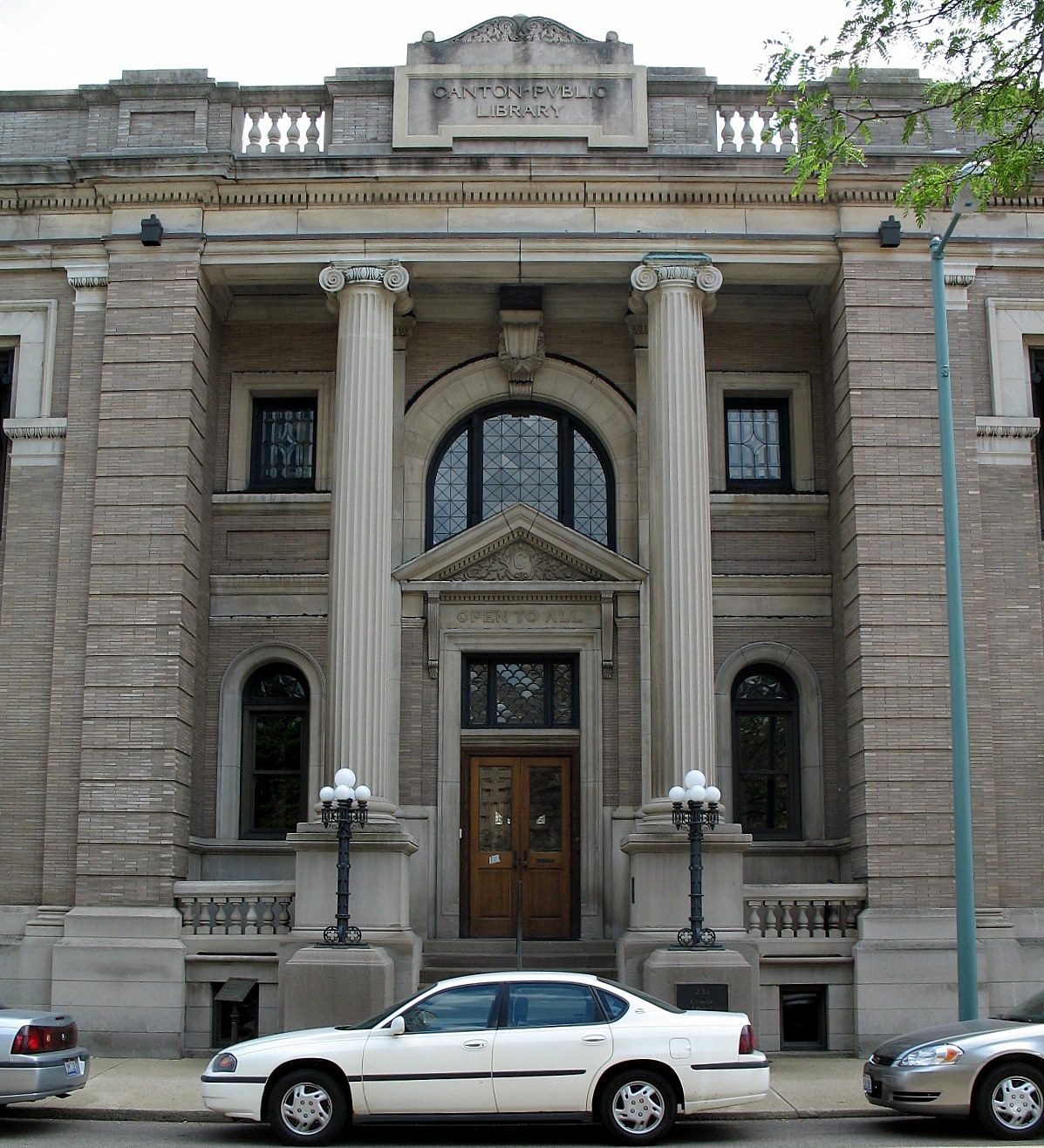
Canton Public Library

- Bender’s Restaurant-Belmont Buffet
- Canton Public Library
- Case Mansion
- Harry E. Fife House
- Harvard Company-Weber Dental Manufacturing Company
- Hotel Courtland
- Brooke and Anna E. Martin House
- Trinity Lutheran Church

### Andere

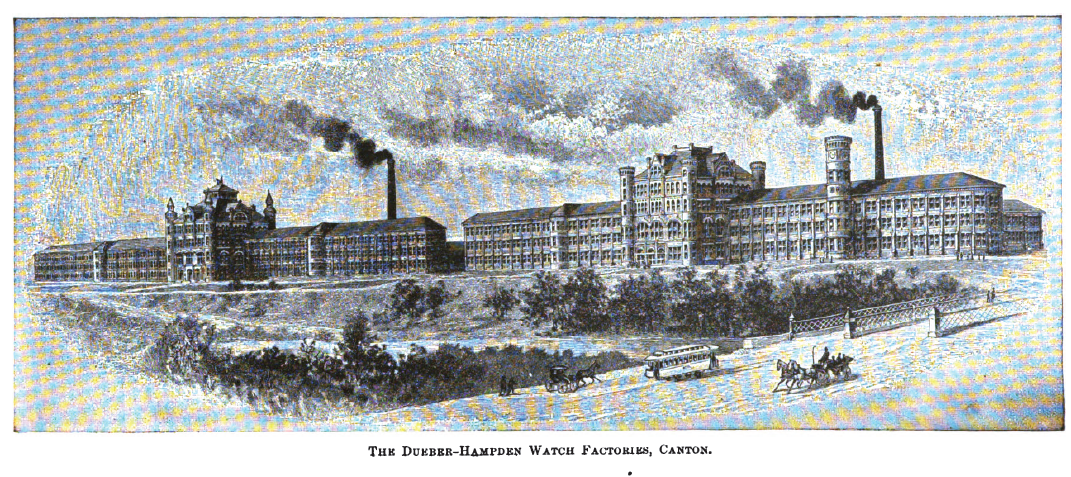
Dueber-Hampden Watch Factory, von Henry Howe

- Congress Lake Clubhouse – Lake Township
- Lions Lincoln Theater – Massillon[7]
- Seventh Street Bridge (inzwischen abgerissen und neuerbaut) – Canton
- Dueber-Hampden Watch Factory – Canton[8]
- Seneca Street School – Alliance[9]
- Hotel McKinley – Canton[10]
- Dime Savings Bank – Canton[11]
- F.E. Case Building – Canton[12]
- William E. Sherlock Residence – Canton[13]
- A.M. Dueber Residence – Canton[14]
- Harry Harper Ink Residence – Canton[15]
- Northeast and Southwest YMCA – Canton[16]

## Belege
1. 1 2  Ohio Death Records - Guy Tilden. Familysearch.com, abgerufen am 31. Dezember 2015 (englisch).
2. 1 2  Fannie Cooley Williams Barbour: Spelman Genealogy: The English ancestry and American descendants of Richard Spelman of Middletown, Connecticut 1700. Frank Allaben Genealogical Company, 1910, S. 459 (englisch, archive.org): “guy tilden.”
3. ↑  Johannsen, S. 136
4. ↑  Johannsen, S. 124
5. ↑  Johannsen, S. 141
6. ↑  Ruth Whitticar, Amy Shriver, Jeff Brown: Guy Tilden Thematic Resources / Architecture of Guy Tilden in Canton 1885-1905. Juli 1986, abgerufen am 17. Mai 2025 (englisch).
7. ↑  Lincoln Theater Lions Lincoln Theater (Memento vom 24. Mai 2012 im Internet Archive)
8. ↑  Johannsen, S. 141
9. ↑  Johannsen, S. 121
10. ↑  Johannsen, S. 129
11. ↑  Johannsen, S. 135
12. ↑  Johannsen, S. 136
13. ↑  Johannsen, S. 137
14. ↑  Johannsen, S. 138
15. ↑  Johannsen, S. 139
16. ↑  Johannsen, S. 140